# Regent Motor Company

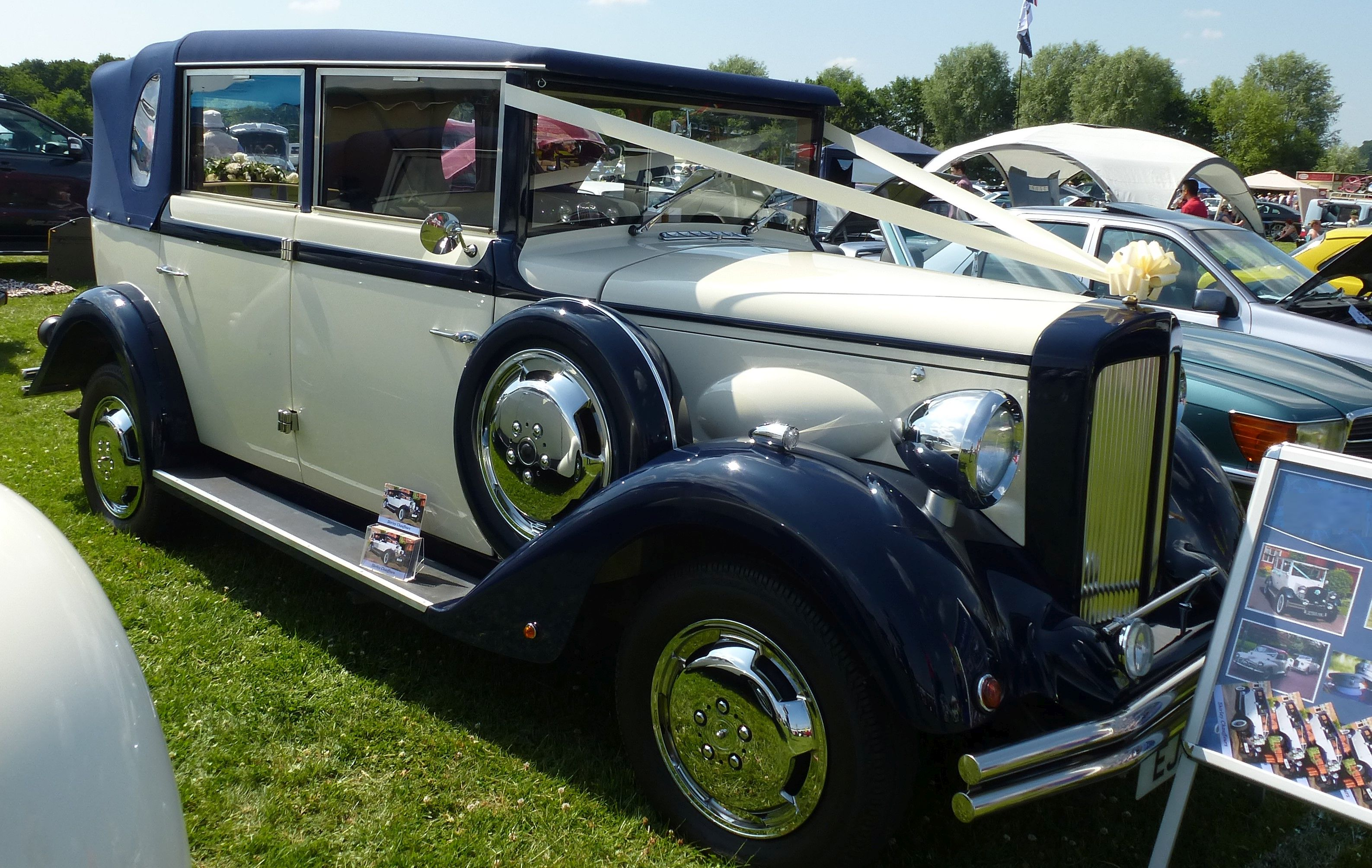
Regent Landaulet

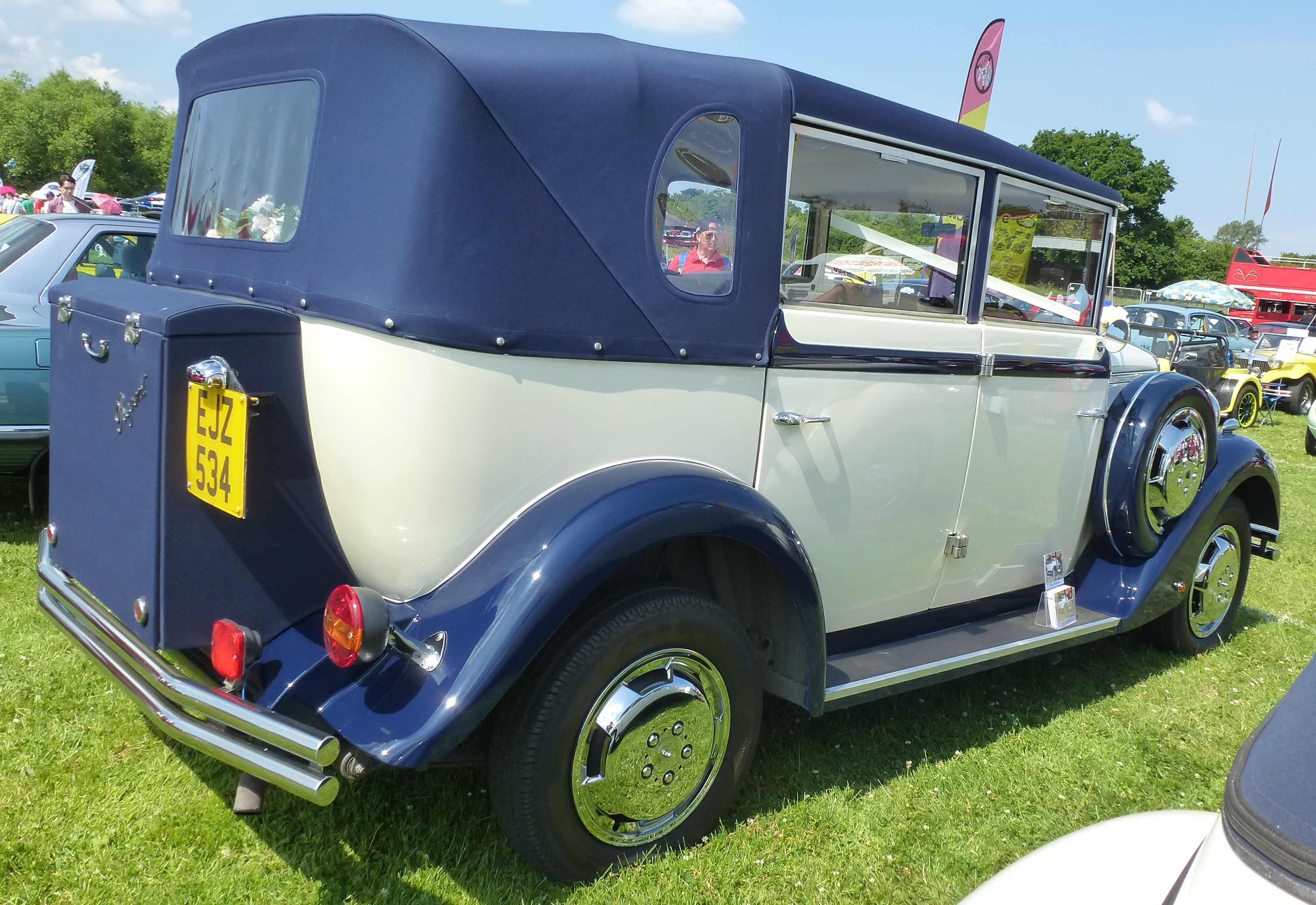
Heckansicht

Regent Motor Company (Caremore Cars), vorher Regent Motor Company, war ein britischer Hersteller von Automobilen.

## Unternehmensgeschichte
John Barlow, der früher die Royale Motor Company leitete, gründete 2006 das Unternehmen Regent Motor Company in St Helens und begann mit der Produktion von Automobilen. Der Markenname lautete Regent. Die Fahrzeuge waren sowohl komplett montiert als auch als Bausatz erhältlich. 2008 übernahm Regent Motor Company (Caremore Cars) unter Leitung von Francis Richards und David Cleaton das Unternehmen. Insgesamt entstanden etwa 50 Fahrzeuge.

## Fahrzeuge
Im Angebot stand ein Landaulet im Stile der 1930er Jahre, das dem Ford Modell A aus der Zeit von 1928 bis 1931 ähnelt. Allerdings war das Fahrzeug länger. Das Fahrgestell des Austin FX4 bildete die Basis. Die Fahrzeuge wurden häufig zu Hochzeitsfahrten eingesetzt.